# Дадиани, Шалва Николаевич
Ша́лва Никола́евич Дадиа́ни (груз. შალვა ნიკოლოზის ძე დადიანი, 1874—1959) — грузинский актёр, писатель и драматург, общественный деятель, переводчик. Народный артист Республики (1923).

## Биография

На церемонии переноса праха Бараташвили из пантеона Дидубе в пантеон Мтацминда. Справа-налево, стоят — Георгий Леонидзе, Константин Гамсахурдиа, Александр Кутатели, Владимир Глонти, Дмитрий Бенашвили, Ило Мосашвили, Павел Ингороква, Гиго Хечуашвили, Шалва Дадиани, Григол Цецхладзе, Алио Мирцхулава, Сумбаташвили (племянник Бараташвили, сын сестры Н. Бараташвили — Софии), Е. Леонидзе (жена Г. Леонидзе), Серго Клдиашвили, Платон Кешелава. Сидят Ираклий Абашидзе и Ражден Гветадзе (слева). 1938 год.

Родился 9 (21) мая 1874 года в Зестафони (ныне Грузия). Происходит из рода князей Дадиани — потомок Манучара, сына Георгия Липартиани. Отец — известный грузинский поэт, прозаик и переводчик князь Н. Т. Дадиани (1844—1896), мать — княжна Лидия Антоновна Цулукидзе.
Литературно-общественную деятельность начал в 1890-е годы. К этому же времени относится и начало его театральной деятельности. В 1893—1923 годах — актёр (сыграл более 200 ролей) и режиссёр грузинских театров. Под влиянием революции 1905 года написал ряд революционных пьес, которые в советское время шли в академических театрах Грузии. После установления Советской власти в Грузии (1921) принимал активное участие в строительстве советского грузинского театра. Один из основателей передвижного народного театра.
Автор известного исторического романа «Юрий Боголюбский» (о временах царицы Тамары, мужем которой был главный герой романа — русский князь Юрий Андреевич Боголюбский), многих рассказов, новелл и публицистических очерков. Переводчик Шекспира, Шиллера, Байрона, Л. Н. Андреева, А. П. Чехова и других. Его пьесы занимают видное место в репертуаре грузинского театра.
Член СП СССР с 1934 года. С 1950 года — председатель президиума Театрального общества Грузинской ССР. Член ВКП(б) с 1945 года. Депутат ВС СССР 1—2 созывов.
Умер 15 марта 1959 года. Похоронен в Тбилиси в пантеоне Мтацминда.
Первым браком был женат на княжне Елене (Эло) Иосифовне Андроникашвили.
Именем Дадиани был назван драматический театр в Зугдиди, улица в Тбилиси.

## Творчество

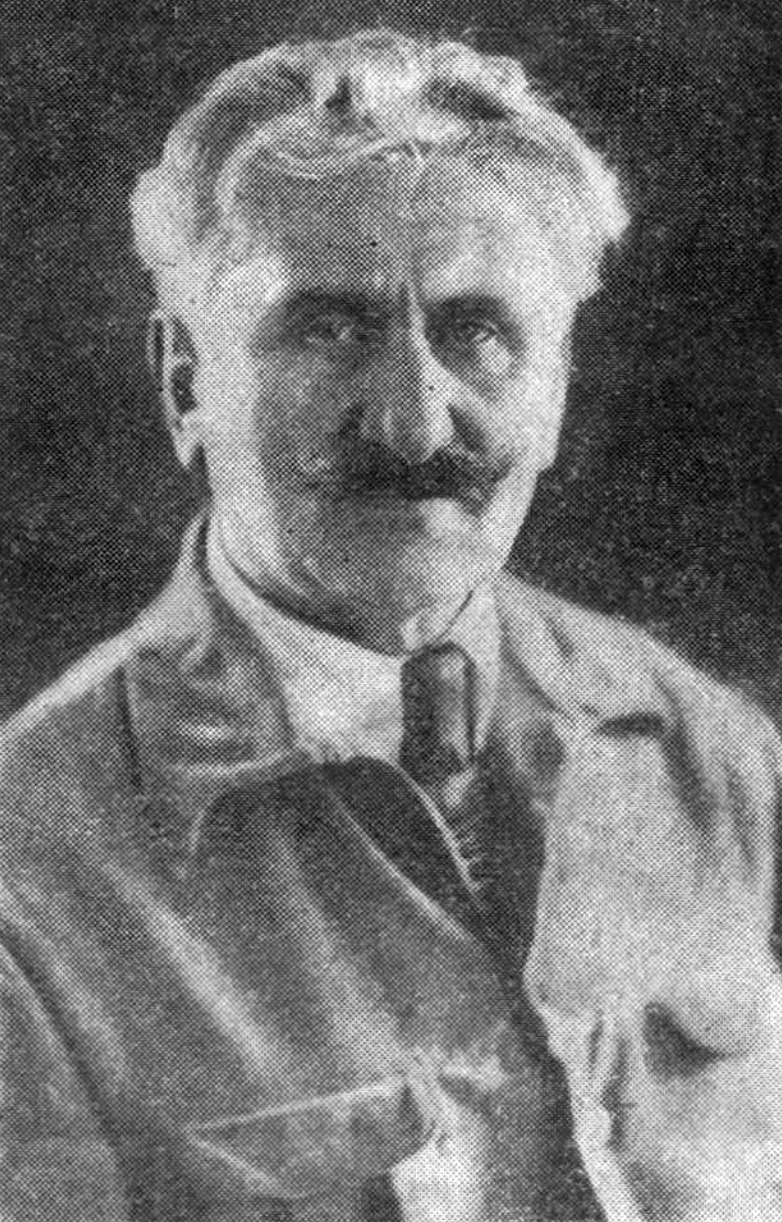
Дадиани Шалва Николаевич, 1938 год

### Избранные сочинения
- «Искра» (сборник стихов; 1892)
- «В подземелье» (пьеса; 1905, изд. 1910)
- «Когда они пировали» (пьеса; 1907, изд. 1912)
- «Гегечкори» (пьеса; 1915, изд. 1923)
- «Вчерашние» (пьеса; 1916)
- «Юрий Боголюбский» (исторический роман; 1916—1926)
- «В самое сердце» (пьеса; 1928) — первая сатирическая комедия в грузинской советской литературе
- «Тетнульд» (пьеса; 1931)
- «Сломанный мост» (пьеса; 1935)
- «Гурия Ниношвили» (пьеса; 1932, рус. пер. — «Подземный гул», 1940)
- «Из искры» (пьеса; 1937, рус. пер. 1940)
- «Семья Гвиргвилиани» (исторический роман; 1956)

### Роли в кино
- 1921 — Арсен Джорджиашвили
- 1922 — Изгнанник
- 1922 — Исповедник — исповедник

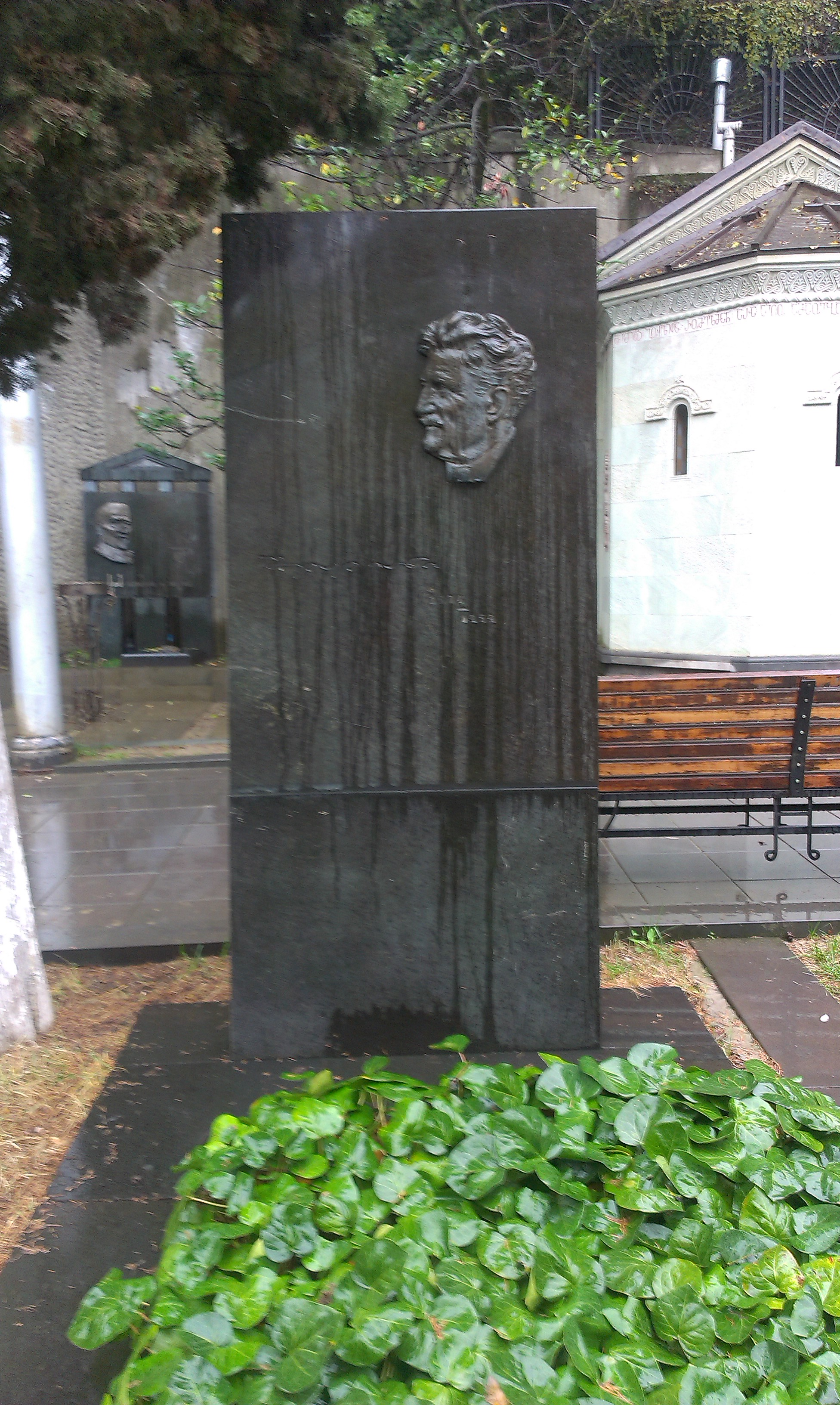
Могила Шалвы Дадиани

- 1922 — Сурамская крепость — граф Церетели
- 1925 — Дело Тариэла Мклавадзе
- 1941 — В чёрных горах

### Режиссёр
- 1924 — Буревестники

### Сценарист
- 1921 — Арсен Джорджиашвили
- 1922 — Изгнанник
- 1922 — Исповедник
- 1924 — Буревестники
- 1925 — Дело Тариэла Мклавадзе
- 1934 — Мрачная долина
- 1955 — Нико и Никора

## Награды
- орден Ленина (31.01.1939)
- 2 ордена Трудового Красного Знамени (25.06.1944; 17.04.1958)
- медаль «За доблестный труд в Великой Отечественной войне 1941-1945 гг.»
- Народный артист Республики (1923)